# Игуманија Теоктиста (Кастратовић)
Теоктиста (световно Полексија Кастратовић; Доњи Битеш код Ђаковице, 12. јул 1936 — Манастир Ђаковица, 4. септембар 2023) била је православна монахиња и старешина Манастира Успења Пресвете Богородице Ђаковица.

## Биографија
Мати Теоктиста, рођена је 12. јула 1936. године у ђаковичком селу Доњи Битеш од оца Павића и мајке Милице. Била је најмлађе од шесторо деце побожне породице Кастратовић. На крштењу, у храму, који ће скоро после осам деценија постати манастир њеног покајања, од кума црквењака добија име Полексија. Непосредно по избијању Другог светског рата, њена породица прелази у село Загорје код Берана, гдје сестра Полексија (Пољка) завршава четворогодишњу основну школу, а затим и осмогодишњу у Беранама. Гимназију са малом матуром завршава у Пећи, док је више разреде и велику матуру полагала у Вишеграду.
Након тога у Тузли похађа тромесечни педагошки течај и седсм година ради као учитељица у Босни и Херцеговини. По повратку на Косово и Метохију одлази у Призрен и у међувремену ванредно завршивши Педагошку академију, наредних петнаест година ради као учитељица у околним школама Призренског округа. У том периоду, три године је радила у албанској школи у драгашком селу Бродосавце, предајући српски језик албанској деци.
Из Манастира Дечани су се након пет година, 26. априла 2009. године опет вратиле у Ђаковицу, у обновљену парохијску кућу. У међувремену је започела и обнова Манастира Ђаковице, који је потпуно завршен 2011. године трудом и залагањем епископа рашко-призренскога Теодосија Шибалића, који је водио процес обнове порушених светиња. Поново је зазвонило звоно ђаковичке цркве, поново су се служиле свете Литургије и читале редовне молитве, а сестра Пољка хитала је прва на молитву не штедећи снагу, служећи Богу свим својим срцем. Исте године, након освештања храма које су 25. септембра чинодејствовали блаженопочивши Митрополит црногорско-приморски Амфилохије Радовић и Епископ рашко-призренски Теодосије.
Благословом владике Теодосија црквени комплекс је проглашен Манастиром Успења Пресвете Богородице, а прве постриженице ове светиње, руком Митрополита Амфилохија, биле су старица Полексија Кастратовић, која је добила име по Преподобној Теоктисти Пароској и сестра Ружица Спајић, монахиња Јоаникија, која се недуго пре тога била придружила сестринству у Ђаковици. Преподобна монахиња Теоктиста истог дана назначена је за игуманију манастира. Владика и дечанско братство наставило је да се брине о овој светињи, а често су у храму служили и свештенослужитељи из Призренске богословије.Од тада па до врмена њеног блаженог упокојења остала је у својој вољеној Ђаковици.
Упокојила се у Господу 4. септембра 2023. године у Манастиру Успења Пресвете Богородице у Ђаковици, где је била старешина 14. година.